# نامه به کودکی که هرگز زاده نشد
نامه به کودکی که هرگز زاده نشد (به ایتالیایی: Lettera a un bambino mai nato) رمانی به زبان ایتالیایی از اوریانا فالاچی، نویسنده و خبرنگار ایتالیایی است که در سال ۱۹۷۵ منتشر شد.
این کتاب با زاویه دید اول شخص و در قالب نامه‌ای از راوی داستان، یک زن جوان که گویا خود فالاچی است، به جنینی که در رحم خوداست نوشته شده؛ او فرزند نازاده‌اش را از مصیبت‌های دنیا و بی‌رحمی آن آگاه می‌کند.
این کتاب تا ژانویه ۲۰۰۷ بیش از ۴ میلیون نسخه (بدون احتساب کپی‌ها) فروش داشته‌است.

## موضوع
به آنکه از تردید نمی‌هراسد
به آنکه چراها را می‌جوید
بی پروا از خستگی
یا درد، یا مرگ.
به آنکه معمای دادن یا دریغ کردن زندگی را
فراروی خود قرار می‌دهد
این کتاب هدیه‌ای است
از یک زن
برای همهٔ زنان
امشب پی بردم که وجود داری: بسان قطره‌ای از زندگی که از هیچ جاری باشد. با چشم باز، در ظلمت محض دراز کشیده بودم که ناگهان در دل تاریکی، جرقه‌ای از آگاهی و اطمینان درخشید: آری، تو آنجا بودی. وجود داشتی. گویی تیری به قلبم خورده بود. و وقتی صدای نامرتب و پر هیاهوی ضربانش را باز شنیدم احساس کردم تا خرخره در گودال وحشتناکی از تردید و وحشت فرو رفته‌ام. سعی کن بفهمی ... من از دیگران نمی‌ترسم. با دیگران کاری ندارم. از خدا هم نمی‌ترسم. به این حرفها اعتقادی ندارم. از درد هم نمی‌ترسم. ترس من از توست. از تو که سرنوشت، وجودت را از هیچ ربود و به جدار بطن من چسباند. هر چند همیشه انتظارت را کشیده‌ام، هیچگاه آمادگی پذیرایی از تو را نداشته‌ام و همیشه این سوال وحشتناک برایم مطرح بوده است: نکند دوست نداشته باشی به دنیا بیایی؟ نکند نخواهی زاده شوی؟ نکند روزی به سرم فریاد بکشی که: " چه کسی از تو خواسته بود مرا به دنیا بیاوری؟ چرا مرا درست کردی؟ چرا ؟"

## ترجمه
این کتاب، نخستین بار در سال ۱۳۵۵ شمسی با عنوان «نامه به کودکی که هرگز زاده نشد» توسط مانی ارژنگی به فارسی ترجمه و توسط موسسه انتشارات امیرکبیر در ایران منتشر شد. (شماره ثبت کتابخانه ملی: ۱۰۰۲-۲۵۳۵/۷/۱۷)
دومین ترجمه‌ی کتاب نیز، با عنوان «نامه به کودکی که هرگز متولد نشد» توسط ویدا مشفق به فارسی ترجمه شد و انتشارات جاویدان آن را در سال ۱۳۵۵ منتشر کرد. در سال ۱۳۸۲ یغما گلرویی ترجمه چهارم این کتاب را انجام داد و انتشارات دارینوش آن را به‌چاپ رساند.
نشر ایرمان  نیز در سال ۱۳۹۷ این کتاب را در تیراژ ۱۰۰۰ نسخه و با ترجمه‌‌ی دکتر حسن نامجو در ۹۶ صفحه به‌چاپ رساند.